# Lince Dorado
 (juin 2021).
Jose Cordeiro (né le 11 mai 1987 à San Juan, Porto Rico) plus connu sous le nom de Lince Dorado est un catcheur (lutteur professionnel) portoricain. Il est connu pour travailler à la World Wrestling Entertainment, dans la division Raw.

## Jeunesse
Cordeiro grandit à Camden dans le New Jersey, une ville alors rongé par la délinquance. Son père qui vient de sortir de prison meurt sous ses yeux empoisonné après avoir bu de l'acide sulfurique dissimulé dans un verre d'alcool. Un de ses grand-pères s'occupe alors de lui et lui fait partager sa passion pour le catch notamment de la lucha libre.

## Carrière

### Chikara (2007-2011)
Cordeiro entre à la Wrestle Factory, l'école de catch de la Chikara, avec deux amis de lycée et ils s'entraînent auprès de Mike Quackenbush (en), Chris Hero, Claudio Castagnoli, Skayde et El Pantera. Ses deux amis prennent les noms d'Amasis et Ophidian et luttent sous un masque tandis qu'il adopte le nom de Lince Dorado.
Il y fait ses premiers matches le 17 février 2007 et participe avec El Pantera et Sicodelico Jr. au tournoi King of Trios. Ils atteignent la demi-finale en éliminant la Team Pro Wrestling Guerrilla (Joey Ryan, Chris Bosh et Scott Lost) puis Cheech, Cloudy et Hallowicked avant de se faire sortir le lendemain par Jigsaw, Mike Quackenbush et Shane Storm,. Le 22 avril, il se qualifie pour la finale du tournoi Rey de Voladores en remportant un match à élimination face à Equinox, Jigsaw et Ruckus avant d'échouer en finale face à Chuck Taylor. Le 22 juin, il passe le premier tour de la Young Lions Cup après sa victoire sur El Hijo del Ice Cream avant de se faire éliminer par Chuck Taylor qui remporte un match à six à élimination comprenant Amigo Suzuki, Ice Cream, Jr., Moscow et Player Uno. Le 26 octobre, il affronte Mike Quackenbush (en) dans un match pour le championnat du monde poids lourd junior de la National Wrestling Alliance. Ce match se conclut sans vainqueur après que Mitch Ryder attaque Lince Dorado. Les deux hommes s'affrontent le lendemain et Dorado sort vainqueur de ce combat. Leur rivalité se conclut le 18 novembre par la victoire de Dorado dans un Mask vs Hair match.

### Total Nonstop Action Wrestling (2012-2013)
Le 12 janvier 2013, lors du PPV TNA One Night Only : X-Travaganza 2013, il participe à un Seven Man Xscape Elimination Match, qui sera remporté par Christian York.

### World Wrestling Entertainment (2016-2021)

#### NXT, puis passage àRawet 205 Live (2016-2018)
Le 13 juin 2016, la World Wrestling Entertainment (WWE) annonce qu'il est un des participants du tournoi Cruiserweight Classic. Il passe le premier tour de ce tournoi après sa victoire sur Mustafa Ali le 20 juillet. Deux jours plus tard, il annonce sur Twitter qu'il vient de signer un contrat avec la WWE.
Le 30 octobre lors du pré-show à Hell in a Cell 2016, Sin Cara, Cedric Alexander et lui battent Tony Nese, Drew Gulak & Ariya Daivari dans un 6-Man Tag Team Match.

#### The Lucha House Party et départ (2018-2021)
Le 28 janvier 2018 lors du pré-show au Royal Rumble, Kalisto, Gran Metalik et lui battent TJP, Gentleman Jack Gallagher et Drew Gulak dans un 6-Man Tag Team Match. 
Le 6 avril lors de WrestleMania Axxess, il passe le premier tour du WWE UK Invitational en battant Raul Mendoza.
Le 18 novembre aux Survivor Series, l'équipe Raw (Bobby Roode, Chad Gable, les Revival, la B-Team, l'Ascension et eux) perd face à l'équipe SmackDown (les Usos, le New Day, les Good Brothers, SAnitY et les Colóns) dans un 10-on-10 Tradtional Man's Survivor Series Tag Team Elimination Match.
Le 7 juin 2019 à Super ShowDown, les trois luchadors perdent face à Lars Sullivan par disqualification, lors d'un 3-on-1 Handicap Match. 
Le 11 octobre à SmackDown, lors du Draft, ils sont annoncés être transférés au show bleu par Stephanie McMahon. Le 31 octobre à Crown Jewel, Gran Metalik et lui ne remportent pas la coupe du monde par équipe de la WWE, éliminés par les Dirty Dawgs dans un Nine-Team Tag Team Turmoil Match.
Le 8 mars 2020 à Elimination Chamber, ils ne remportent pas les titres par équipe de SmackDown, battus par John Morrison et The Miz dans un Elimination Chamber Match, qui inclut également les Usos, le New Day, les Dirty Dawgs et Heavy Machinery. 
Le 10 mai à Money in the Bank, ils ne remportent pas les titres par équipe de SmackDown, battus par le New Day dans un Fatal 4-Way Tag Team Match, qui inclut également John Morrison et The Miz, ainsi que The Forgotten Sons. 
Le 15 septembre lors du pré-show à Clash of Champions, Kalisto et lui ne remportent pas les titres par équipe de SmackDown, battus par Shinsuke Nakamura et Cesaro. 
Le 13 octobre, Gran Metalik et lui sont transférés à Raw, tandis que Kalisto, de son côté, reste seul à SmackDown. Le 9 novembre à Raw, il ne remporte pas le titre 24/7, battu par Akira Tozawa dans un Fatal 7-Way Match.[réf. nécessaire] Il devient champion 24/7 en effectuant un tombé sur son partenaire Gran Metalik, avant de le perdre rapidement en subissant un tombé de R-Truth.
Le 9 avril 2021 à SmackDown special WrestleMania, il ne remporte pas la Andre the Giant Memorial Battle Royal, gagnée par Jey Uso. 
Le 4 novembre, la WWE annonce son renvoi, ainsi que celui de B-Fab, Ember Moon, Eva Marie, Franky Monet, Gran Metalik, Harry Smith, Jeet Rama, Jessi Kamea, Karrion Kross, Katrina Cortez, Keith Lee, Mia Yim, Nia Jax, Oney Lorcan, Scarlett Bordeaux, Trey Baxter et Zeyda Ramier.

### Retour à Impact Wrestling (2023)
Le 24 mars 2023, lors de Sacrifice, il fait son retour en perdant contre Trey Miguel et ne remporte pas le Impact X Division Championship.

## Palmarès
- Championship Wrestling Entertainment
  - 1 fois CWE Tag Team Champion avec Jon Cruz

- Chikara
  - King of Trios (2008) avec El Pantera et Incognito
  - La Lotería Letal avec Jimmy Olsen

- Dreamwave Wrestling
  - 1 fois Dreamwave Alternative Champion

- F1RST Wrestling
  - Sweet Sixteen Tournament (2009)

- Force One Pro Wrestling
  - 1 fois Force One Pro Wrestling Heritage Champion

- Full Impact Pro
  - 1 fois FIP Florida Heritage Champion

- Garden State Pro Wrestling
  - 1 fois GSPW Champion
  - GSPW Title Tournament (2010)

- Major League Wrestling
  - 1 fois MLW World Middleweight Champion

- NWA Florida Underground
  - 2 fois NWA Florida Flash Champion

- I Believe In Wrestling
  - SCW Florida Cruiserweight Title Tournament

- Independent Wrestling Revolution
  - Revolucha Cup (2008)

- Riot Pro Wrestling
  - 1 fois RPW Tag Team Champion avec Aaron Epic

- Southern Championship Wrestling
  - 1 fois SCW Florida Cruiserweight Champion
  - 1 fois SCW Florida Heavyweight Champion

- Autres titres
  - 1 fois Team HAMMA FIST Champion

- World Wrestling Entertainment
  - 1 fois WWE 24/7 Champion

## Récompenses des magazines
- Pro Wrestling Illustrated

| Année | 2007 | 2008 | 2009 | 2010 | 2011 | 2012 | 2013 | 2014 | 2015 | 2016 | 2017 | 2018 | 2019 | 2020 | 2021 à 2022 | 2023 |
| ----- | ---- | ---- | ---- | ---- | ---- | ---- | ---- | ---- | ---- | ---- | ---- | ---- | ---- | ---- | ----------- | ---- |
| Rang  | 395  | 275  | 249  | 239  | 363  | 336  | 444  | 388  | 370  | 294  | 233  | 251  | 174  | 360  | Non classé  | 264  |

## Jeu vidéo
- WWE 2K19
- WWE 2K20
- 2K Battlegrounds
- WWE 2K22